# Моруженко, Алла Алексеевна
Алла Алексеевна Моруженко (урожденная Куприянова) (13.05.1937-18.02.1991) — советский историк и археолог. Доктор исторических наук, доцент. Исследователь предскифских и скифских памятников. Проводила раскопки в Донецкой, Полтавской и Харьковской областях Украины. Училась в Харьковском университете на историческом факультете, который окончила в 1959 году.
В 1969 г защитила кандидатскуюю диссертацию: Городища лесостепной Скифии: (История строительства оборонительных сооружений, жилищ и хозяйственных построек в VII—III вв. до н. э.) (Харьковский университет).
Работала деканом исторического факультета и заведующей кафедры археологии, истории древнего мира и средних веков Донецкого государственного университета.
Исследовала фортификационные сооружения Бельского городища.
Руководила раскопками славянских могильников и поселения в селе Городном Краснокутского района Харьковской области.
В 1971—1972 годах исследовала городище Полковая Никитовка в бассейне реки Ворсклы, где были обнаружены медные шлаки и форма для литья металла.
В 1978—1983 годах исследовала Лихачевское городище в Полтавской области.
На протяжении 1978—1985, 1988—1990 годов в составе научно-исследовательского сектора университета была руководителем хоздоговорной темы по охранным исследованиям курганов в зонах мелиоративного строительства — на период раскопок начальниками экспедиции назначались сотрудники, получающие индивидуальные Открытые листа от Института археологии, — А. И. Привалов, В. А. Посредников, Н. П. Зарайская, С. Н. Санжаров, Д. П. Кравец, которые и руководили раскопками курганов в Донецкой и Луганской областях. Среди учеников А. А. Моруженко — доцент Косиков Валерий Андреевич (1948—2003)
В 1984 году исследовала Кнышевское городище в бассейне реки Псёл.
В 1988 году А. А. Моруженко раскопала курган Передериева могила (с. Зрубное Шахтёрского району Донецкой области), в котором найден золотое парадное изделие  с изображением сцен скифской мифологии, хранящийся в музее исторических драгоценностей Украины.
В 1989 году проводила раскопки на Рутченковском поле, где были захоронены останки расстрелянных в 1930-е годы людей.